# Campeonato Neerlandés de Fútbol 1896-97
El Campeonato Neerlandés de Fútbol 1896/97 fue la novena edición del campeonato de fútbol de los Países Bajos. Siete equipos de las ciudades de Ámsterdam, La Haya, Haarlem y Róterdam participaron en la competición que más tarde se llamaría Eerste Klasse Occidental. Pero desde el distrito occidental de fútbol de los Países Bajos fue el único en tener un campeonato hasta el momento, podría ser considerado como un campeonato nacional. La siguiente temporada fue la primera temporada de la Eerste Klasse Orinetal, lo que significaba que el campeón nacional sería determinado por un partido final entre los ganadores de las dos divisiones. RAP ganó el campeonato de este año.

## Nuevos participantes
- HBS Craeyenhout

## Tabla de posiciones
| Pos. | Equipo              | PJ | PG | PE | PP | GF | GC | Pts | DG  | Notas                                  |
| ---- | ------------------- | -- | -- | -- | -- | -- | -- | --- | --- | -------------------------------------- |
| 1    | RAP                 | 12 | 10 | 1  | 1  | 52 | 10 | 21  | +41 | -                                      |
| 2    | HVV Den Haag        | 12 | 7  | 2  | 3  | 44 | 12 | 16  | +32 | -                                      |
| 3    | HBS Craeyenhout     | 12 | 7  | 0  | 5  | 20 | 22 | 14  | -2  | -                                      |
| 4    | Sparta Rotterdam    | 12 | 5  | 2  | 5  | 20 | 30 | 12  | -10 | -                                      |
| 5    | Rapiditas Rotterdam | 12 | 5  | 1  | 6  | 28 | 25 | 11  | +3  | -                                      |
| 6    | Victoria Rotterdam  | 12 | 3  | 2  | 7  | 19 | 43 | 8   | -24 | No participan en la próxima temporada. |
| 7    | Koninklijke HFC     | 12 | 1  | 0  | 11 | 10 | 51 | 2   | -41 | No participan en la próxima temporada. |

PJ = Partidos jugados; PG = Partidos ganados; PE = Partidos empatados; PP = Partidos perdidos; GF = Goles a favor; GC = Goles en contra; Pts = Puntos; DG = Diferencia de goles
|                         |
| Campeón RAP 3.er título |